# Graß (Aying)
Graß ist ein Ortsteil von Aying im oberbayerischen Landkreis München.

## Geographie
Das Dorf liegt circa zwei Kilometer östlich von Aying.

## Geschichte
Am 1. Mai 1978 wurde Graß als Gemeindeteil von Helfendorf nach Aying eingegliedert.

## Baudenkmäler
Vier Objekte des Dorfes sind in die Liste der Baudenkmäler in Graß eingetragen:
- Kapelle, erbaut 1830
- Wohnteil des Hakenhofes Beim Gretzl
- Ehemaliger Bauernhof Beim Jackl
- Einfirsthof Beim Buschin